# سيتوميات

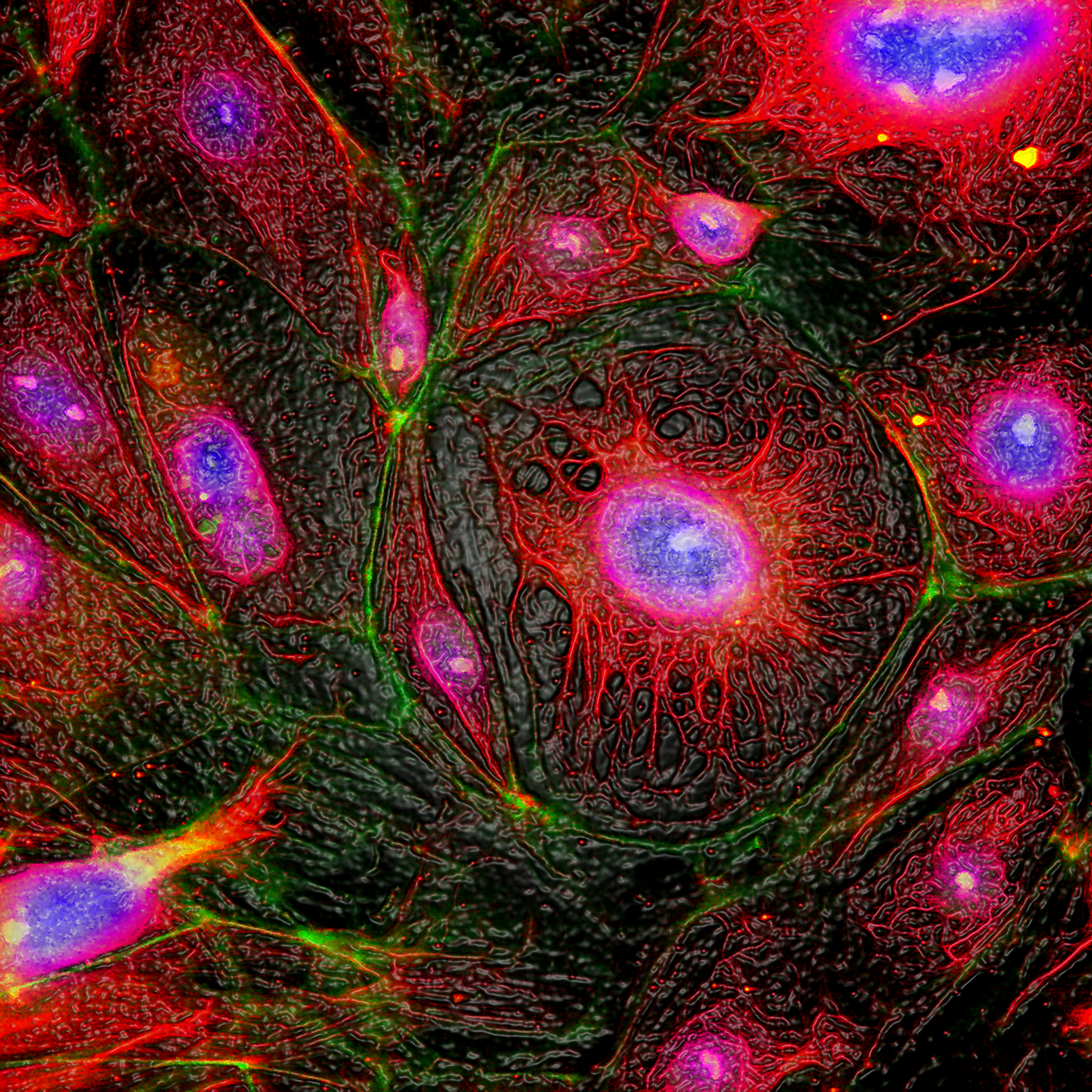

هو علم دراسة نظام الخلية (cytomes) على مستوى خلية واحدة. وهو يجمع كل معارف المعلوماتية الحيوية لفهم البنية الجزيئية والوظيفية لنظام الخلية. معظم ذلك يتم الوصول إليه باستخدام تقنيات جزيئية ومجهرية لجعل أجزاء الخلية المختلفة قابلة للرؤية والعلاقات بينها في الحيوية.